# GINS3
GINS3 (англ. GINS complex subunit 3) – білок, який кодується однойменним геном, розташованим у людей на 16-й хромосомі. Довжина поліпептидного ланцюга білка становить 216 амінокислот, а молекулярна маса — 24 535.
| 10         |  | 20         |  | 30         |  | 40         |  | 50         |
| ---------- |  | ---------- |  | ---------- |  | ---------- |  | ---------- |
| MSEAYFRVES |  | GALGPEENFL |  | SLDDILMSHE |  | KLPVRTETAM |  | PRLGAFFLER |
| SAGAETDNAV |  | PQGSKLELPL |  | WLAKGLFDNK |  | RRILSVELPK |  | IYQEGWRTVF |
| SADPNVVDLH |  | KMGPHFYGFG |  | SQLLHFDSPE |  | NADISQSLLQ |  | TFIGRFRRIM |
| DSSQNAYNED |  | TSALVARLDE |  | MERGLFQTGQ |  | KGLNDFQCWE |  | KGQASQITAS |
| NLVQNYKKRK |  | FTDMED     |  |            |  |            |  |            |

A: Аланін

C: Цистеїн

D: Аспарагінова кислота

E: Глутамінова кислота

F: Фенілаланін

G: Гліцин

H: Гістидин

I: Ізолейцин

K: Лізин

L: Лейцин

M: Метіонін

N: Аспарагін

P: Пролін

Q: Глутамін

R: Аргінін

S: Серин

T: Треонін

V: Валін

W: Триптофан

Задіяний у таких біологічних процесах, як реплікація ДНК, альтернативний сплайсинг. 
Локалізований у ядрі.